# Pieter Cort van der Linden

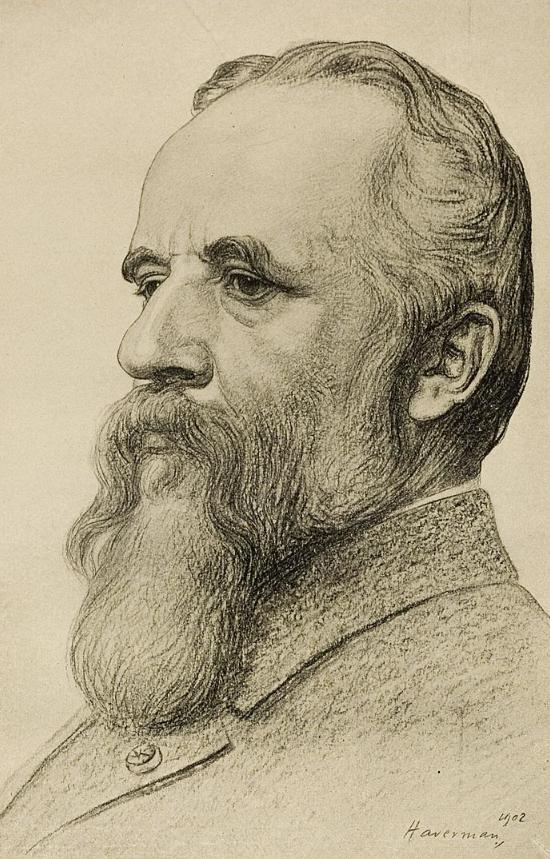
Pieter Cort van der Linden

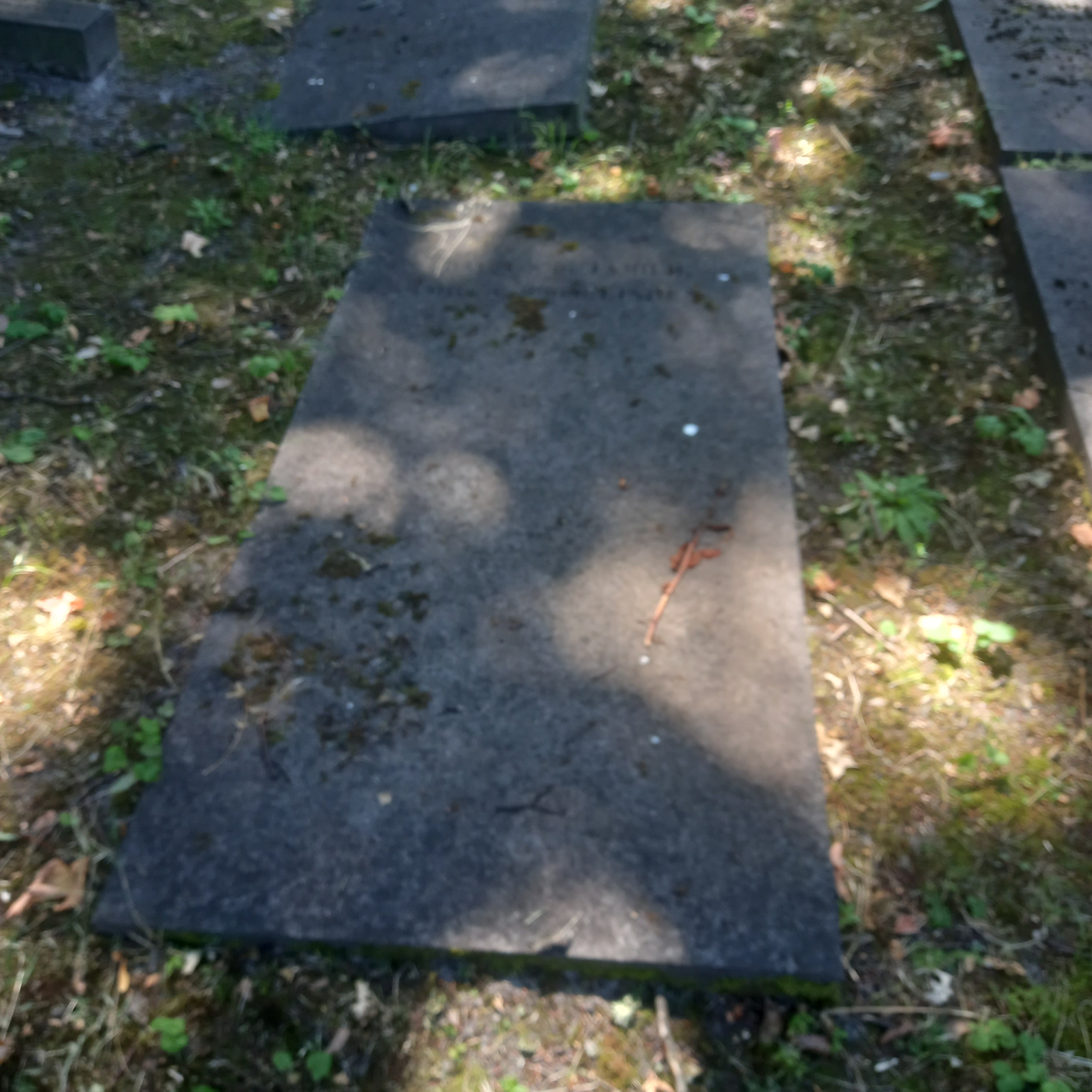
Das Grab von Pieter Cort van der Linden im Familiengrab auf dem Friedhof Oud Eik en Duinen in Den Haag

Pieter Cort van der Linden (* 14. Mai 1846 in Den Haag; † 15. Juli 1935 ebenda) war ein niederländischer Politiker. Er war liberal, aber nicht parteigebunden.
Der  Jurist war von 1897 bis 1901 Justizminister und später von 29. August 1913 bis 9. September 1918 niederländischer Innenminister und Ministerpräsident. Er konnte erreichen, dass die Niederlande nicht in den Ersten Weltkrieg hinein gezogen wurden. Unter seiner Regierung kam es zur so genannten pacificatie (Befriedung) zwischen den konfessionellen und nichtkonfessionellen Parteien in zwei wichtigen Fragen. Der größere Teil der Nichtkonfessionellen (vor allem Liberale) stimmten der staatlichen Finanzierung von Privatschulen zu, was die Konfessionellen forderten. Letztere ihrerseits befürworteten im Gegenzug die Einführung des allgemeinen Wahlrechts (zunächst nur für Männer, 1919 auch für Frauen). Dafür wurde die Verfassung geändert.
1915 wurde ihm der Ehrentitel eines Staatsministers verliehen.
Sein Grab befindet sich auf dem niederländischen Friedhof Oud Eik en Duinen in Den Haag.